# جون هارود
جون هارود (بالإنجليزية: June Harwood)‏ هي رسامة أمريكية، ولدت في 16 يونيو 1933، وتوفيت في يناير 2015.